# Skytteanska skolan, Ålem
Skytteanska skolan är ett byggnadsminne som ligger i Ålems kyrkby, Mönsterås kommun. Nuvarande skolbyggnad uppfördes 1822. Timrat i en våning, panelat samt gulmålat och med utbyggd förstuga mot entrésidan. Rumsdispositionen är till betydande del bevarad. Den är en av Sveriges få bevarade skolbyggnader från tiden före 1842, och är även den äldsta bevarade svenska skolbyggnaden i trä som fortfarande är i bruk.